# Molophilus squamosus
Molophilus squamosus là một loài ruồi trong họ Limoniidae. Chúng phân bố ở miền Tân bắc.